# Serge Haroche

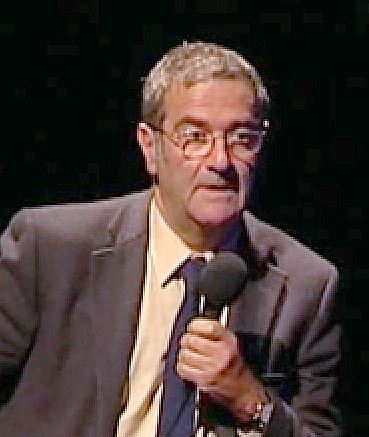
Serge Haroche (2009).

Serge Haroche (11 tháng 9 năm 1944) là một nhà vật lý Pháp. Từ năm 2001, ông là giáo sư tại Collège de France với chức chủ tịch bộ phận vật lý lượng tử. Ông đã được trao Huy chương vàng của Trung tâm nghiên cứu Khoa học quốc gia Pháp năm 2010. Năm 2012, ông đoạt giải Nobel Vật lý cùng với David J. Wineland vì "Serge Haroche và David Wineland giúp giới khoa học thực hiện những thí nghiệm mới trong vật lý lượng tử bằng việc tìm ra cách quan sát các hạt lượng tử đơn lẻ mà vẫn giữ được các đặc tính của chúng. Những phương pháp mang tính đột phá của họ dẫn tới sự ra đời của những đồng hồ cực kỳ chính xác và giúp giới khoa học tạo ra những thành tựu đầu tiên trong nỗ lực chế tạo máy tính siêu tốc". Theo Viện Hàn lâm Khoa học hoàng gia Thụy Điển, hai nhà nghiên cứu đã sử dụng những giải pháp trái ngược để kiểm tra, kiểm soát và đếm hạt cơ bản. Wineland "nhốt" các ion và đo chúng bằng ánh sáng. Trong khi đó, Haroche kiểm soát và đo các hạt ánh sáng (photon).

## Sơ khai tiểu sử
Serge Haroche được sinh ra ở Casablanca trong một gia đình người Do Thái. Cha ông là một luật sư còn mẹ ông là một giáo viên. Năm 1956, cuối thời kỳ bảo hộ của Pháp ở Maroc, ông rời Maroc đến Pháp lúc chỉ 12 tuổi. Ông kết hôn với Claudine Haroche, một nhà xã hội học, có hai con và hiện đang sinh sống tại Paris.

## Sự nghiệp nghiên cứu
Haroche làm việc cho Trung tâm nghiên cứu Quốc gia Pháp (CNRS) từ 1967 đến 1975. Ông thực hiện nghiên cứu sau tiến sĩ một năm (1972-1973) cùng nhóm của Arthur Leonard Schawlow tại đại học Standford. Năm 1975, ông nhận chức giáo sư trường Paris VI, đồng thời đảm nhiệm chức vụ giảng dạy ở École Polytechnique (1973–1984), đại học Harvard (1981), và đại học Yale (1984–1993). Từ 1994-2000, ông là trưởng khoa Vật lý trường École Normale Supérieure. Từ 2001, ông giữ chức giáo sư trường Collège de France, đảm nhận bộ phận Vật lý lượng tử. Ông còn là thành viên của Hiệp hội Vật lý Pháp, Hiệp hội Vật lý châu Âu và cả của Hiệp hội Vật lý Hoa Kỳ.
Tháng 9, 2012, ông được bầu vào vị trí quản trị trường Collège de France.
Ngày 9 tháng 10 năm 2012, ông nhận giải thưởng Nobel cùng với nhà vật lý người Mý David Wineland cho công trình của họ về đo đạc và thao tác trên các hệ lượng tử.

## Tác phẩm chính
- Exploring the Quantum - Atoms, Cavities and Photons (with Jean-Michel Raimond) Oxford University Press, September 2006, ISBN 978-0-19-850914-1

## Giải thưởng chính
- Bắc Đẩu Bội tinh cấp bậc Sĩ quan
- 1988 Giải thưởng Einstein cho nghiên cứu Laser
- 1992 Giải thưởng Humboldt
- 1993 Huy chương Albert A. Michelsondo viện Franklin trao tặng [1]
- 2009 Huy chương vàng CNRS
- 2012 Giải Nobel Vật lý (cùng với David J. Wineland)